# Eleutherodactylus lentus
Eleutherodactylus lentus is een kikker uit de familie Eleutherodactylidae. De wetenschappelijke naam van de soort werd in 1862 als Hylodes lentus gepubliceerd door Edward Drinker Cope.

## Verspreiding
De soort komt voor op de Amerikaanse Maagdeneilanden (Saint Thomas, Saint John, Saint Croix en Hassel Island) en op Jost Van Dyke in de Britse Maagdeneilanden.
Diasporus · 
Eleutherodactylus